# Alisotrichia thalia
Alisotrichia thalia är en nattsländeart som beskrevs av Lazar Botosaneanu 1991. Alisotrichia thalia ingår i släktet Alisotrichia och familjen smånattsländor. Inga underarter finns listade i Catalogue of Life.